# Gustaf Tham (bergmästare)
Gustaf Sebastian Tham, född 22 augusti 1797 i Undenäs församling, Skaraborgs län, död 3 januari 1879 i Adolf Fredriks församling, Stockholm, var en svensk riksdagsman och bergshauptman.

## Biografi
Gustaf Tham föddes 1797 på Forsviks bruk i Undenäs socken. Han var son till possessionaten och notarien Vollrath Tham och Ulrika Beata Vult von Steijern. Tham blev student vid Uppsala universitet 1814 och avlade kameralexamen 1815, juristexamen 1816 och bergsexamen 1818. Från 29 juni 1818 var han auskultant vid bergskollegium, från 10 december samma år vice notarie och 19 december 1820 ordinarie notarie. Han utnämndes till geschworner i Nora och Lindes samt Nya Kopparbergs bergslager 16 januari 1821 och fick bergmästares titel och befordringsrätt 23 mars 1824. Tham utnämndes till geschworner i Uppland och Gävleborgs län 15 januari 1827. Från 19 oktober 1833 var han tillförordnad bergshauptman och från 14 februari 1835 ordinarie bergshauptman vid Stora  Kopparberget, en tjänst som han lämnade 10 oktober 1851. Han tilldelades 18 oktober 1837 riddare av Vasaorden och 28 januari 1862 riddare av Nordstjärneorden. Tham avled 1876 i Stockholm.
Tham företrädde adeln i ståndsriksdagen 1828/30, 1834/35, 1840/41 och 1862/63. 

### Familj
Tham gifte sig 28 juli 1829 i Brahestad, Finland med Sofia Sowelius (1809–1880), dotter till handelsmannen Fredrik Sowelius och Catharina Friman. De fick tillsammans barnen Emmy Beata Catharina Tham (1830–1929) som var gift med bruksägaren Alexander Volter Ramsay, Sofia Tham (1832–1832), Augusta Sofia Elisabet (1833–1922) som var gift med kammarherren Carl Johan Gammal Kuylenstierna, Gustaf Fredrik Sebastian Tham (1834–1839), Ulrika Henrika Gustava Tham (1836–1884) som var gift med filosofie doktorn Zacharias Göransson, bruksägaren Vollrath Tham (1837–1909), bruksägaren Wilhelm Tham (1839–1911), Eva Maria Christina Tham (1841–1868), Rosa Matilda Carolina Tham (1843–1902) som var gift med kammarherren Carl Jesper Kuylenstierna, godsägaren Sebastian Tham (1847–1923) och Hedvig Lovisa Charlotta Tham (född 1849) som var gift med professorn Antonio Nicati i Florens.